# Josefina Salgado
Josefina Salgado (Orense, 16 de marzo de 1946 - Madrid, 4 de junio de 1989) fue una atleta española especializada en carreras de velocidad y salto de longitud. Fue la primera mujer española que participó en un Campeonato Europeo de Atletismo, además de ser catorce veces campeona de España y batir hasta veintinueve récords de España.

## Biografía
Nació en Orense el 16 de marzo de 1946, siendo la mayor de tres hermanos. Empezó a practicar el atletismo en 1965, siguiendo a su hermana menor, Aurora, quien también acabaría conquistando medallas nacionales. A finales de ese año ya había conseguido entrar en el ranking nacional de salto de longitud y 800 metros.
En 1966 logró su primer título de campeona de España, en los 400 metros, prueba que terminó siendo su preferida.
En julio de 1967 batió por primera vez el récord nacional en esta distancia con una marca de 59.1, frente a los 59.7 que hasta entonces tenía María José Álvarez. Una semana después debutó como internacional en un encuentro contra Bélgica, volviendo a batir el récord de España (58.5). A finales de ese año la RFEA le ofreció entrenar con José Manuel Ballesteros, por lo que se trasladó a vivir a Madrid, ciudad en la que residió hasta su muerte. Además del 400, Salgado competía con éxito en los 800 metros, cuyo récord nacional también batió en 1968 (2:12.9).
En 1970, tras un periodo de cierto estancamiento, dejó a Ballesteros y empezó a entrenar con Manuel Pascua. Esto la llevó a preparar también los 200 metros, distancia en la que también se convirtió en la mejor atleta del país.
En 1971 acudió al Campeonato de Europa, convirtiéndose en la primera mujer española que participaba en él. Salgado acabó última de su serie con una marca de 56.3. En octubre del mismo año, en cambio, consiguió la medalla de bronce en los Juegos Mediterráneos.
En 1973 batió por novena y última vez el récord de España de los 400 m, dejándolo en 54.1; 5.6 segundos por debajo de donde estaba cuando lo consiguió por primera vez. También batió el de los 200 m (24.6) y el de 400 metros vallas (1:04.7), distancia que entonces no solía disputarse en categoría femenina. Ese año fue la única mujer española en el Campeonato de Europa en pista cubierta. Acabó tercera de su serie con una marca de 56.04.
En 1974 participó por última vez en el campeonato de España, ganando el oro en 200 m y en salto de longitud. A partir de entonces, debido a sus obligaciones laborales y sus enfrentamientos con la federación, su carrera deportiva entró en declive y se retiró poco después.
Josefina Salgado murió el 4 de junio de 1989, víctima de un cáncer de mama. Tras su muerte se puso su nombre a las pistas de atletismo de Monterrey (Orense) y en 2014 la Junta de Galicia le otorgó la distinción al Mérito Deportivo, a título póstumo.

## Competiciones internacionales
| Representando a España \| Año \| Competición \| Sede \| Puesto \| Prueba \| Marca \| \| ---- \| ------------------------------------ \| -------- \| ----------------- \| ------ \| ----- \| \| 1971 \| Campeonato Europeo \| Helsinki \| 27ª (s.) \| 400 m \| 56.27 \| \| 1971 \| Juegos Mediterráneos \| Esmirna \| Medalla de bronce \| 400 m \| 56.0 \| \| 1973 \| Campeonato Europeo en pista cubierta \| Róterdam \| 13.ª (s.) \| 400 m \| 56.04 \| | Representando a España \| Año \| Competición \| Sede \| Puesto \| Prueba \| Marca \| \| ---- \| ------------------------------------ \| -------- \| ----------------- \| ------ \| ----- \| \| 1971 \| Campeonato Europeo \| Helsinki \| 27ª (s.) \| 400 m \| 56.27 \| \| 1971 \| Juegos Mediterráneos \| Esmirna \| Medalla de bronce \| 400 m \| 56.0 \| \| 1973 \| Campeonato Europeo en pista cubierta \| Róterdam \| 13.ª (s.) \| 400 m \| 56.04 \| | Representando a España \| Año \| Competición \| Sede \| Puesto \| Prueba \| Marca \| \| ---- \| ------------------------------------ \| -------- \| ----------------- \| ------ \| ----- \| \| 1971 \| Campeonato Europeo \| Helsinki \| 27ª (s.) \| 400 m \| 56.27 \| \| 1971 \| Juegos Mediterráneos \| Esmirna \| Medalla de bronce \| 400 m \| 56.0 \| \| 1973 \| Campeonato Europeo en pista cubierta \| Róterdam \| 13.ª (s.) \| 400 m \| 56.04 \| | Representando a España \| Año \| Competición \| Sede \| Puesto \| Prueba \| Marca \| \| ---- \| ------------------------------------ \| -------- \| ----------------- \| ------ \| ----- \| \| 1971 \| Campeonato Europeo \| Helsinki \| 27ª (s.) \| 400 m \| 56.27 \| \| 1971 \| Juegos Mediterráneos \| Esmirna \| Medalla de bronce \| 400 m \| 56.0 \| \| 1973 \| Campeonato Europeo en pista cubierta \| Róterdam \| 13.ª (s.) \| 400 m \| 56.04 \| | Representando a España \| Año \| Competición \| Sede \| Puesto \| Prueba \| Marca \| \| ---- \| ------------------------------------ \| -------- \| ----------------- \| ------ \| ----- \| \| 1971 \| Campeonato Europeo \| Helsinki \| 27ª (s.) \| 400 m \| 56.27 \| \| 1971 \| Juegos Mediterráneos \| Esmirna \| Medalla de bronce \| 400 m \| 56.0 \| \| 1973 \| Campeonato Europeo en pista cubierta \| Róterdam \| 13.ª (s.) \| 400 m \| 56.04 \| | Representando a España \| Año \| Competición \| Sede \| Puesto \| Prueba \| Marca \| \| ---- \| ------------------------------------ \| -------- \| ----------------- \| ------ \| ----- \| \| 1971 \| Campeonato Europeo \| Helsinki \| 27ª (s.) \| 400 m \| 56.27 \| \| 1971 \| Juegos Mediterráneos \| Esmirna \| Medalla de bronce \| 400 m \| 56.0 \| \| 1973 \| Campeonato Europeo en pista cubierta \| Róterdam \| 13.ª (s.) \| 400 m \| 56.04 \| |
| Año | Competición | Sede | Puesto | Prueba | Marca |
| --- | --- | --- | --- | --- | --- |
| 1971 | Campeonato Europeo | Helsinki | 27ª (s.) | 400 m | 56.27 |
| 1971 | Juegos Mediterráneos | Esmirna | Medalla de bronce | 400 m | 56.0 |
| 1973 | Campeonato Europeo en pista cubierta | Róterdam | 13.ª (s.) | 400 m | 56.04 |